# The bard of the Dimbovitza
The bard of the Dimbovitza (Nederlands: De bard van de Dâmbovița) is een compositie van Arnold Bax. Bij een studie naar het oeuvre van Bax, werd het ingedeeld als nummer 160.
Bax koos een zestal teksten uit de bundel die uitgegeven werd onder de titel The bard of the Dimbovitza (1892). Dimbovitza is daarbij een plattelandsstreek in Roemenië, maar ook plaatselijke rivier. De volksmuziek (eigenlijk alleen de teksten) was verzameld door Elena Vacarescu, de teksten waren vertaald door Carmen Sylva en Alma Strettell. Het boek werd destijds een bestseller in het Verenigd Koninkrijk. Bax schreef er nieuwe muziek bij, eerst alleen piano, daarna symfonieorkest. De muziek bevat nauwelijks Roemeense elementen, maar is geheel in de stijl van Bax. De zang voor de vijf liederen is binnen het bereik van mezzosopraan. Alhoewel gecomponeerd omstreeks 1914, werd de volledige cyclus pas op 8 april 1921 uitgevoerd. Daarna werd het weer stil rond deze bundel liederen, totdat in 1949 Adrian Boult het weer eens op de lessenaar liet zetten (toen ontstond ook de definitieve versie met de huidige volgorde). Het verdween opnieuw in de la tot 1983, toen het op de radio te beluisteren was met de stem van Jane Manning. Liefhebbers moesten toen opnieuw lang wachten. Een opname verscheen pas in 1999 in een uitgave bij Chandos, dat toen een hele serie van Bax’ muziek uitgaf.
De titels:
- Gypsy song (Zigeunerlied)
- The well of tears (De bron van tranen)[3]
- Misconception (Misverstand)
- My gurdle I hung on a tree-top tall (Mijn riem hing ik in een boomtop)
- Spinning song (Aan het spinnewiel)